# Antiblemma leucospila
Antiblemma leucospila är en fjärilsart som beskrevs av Walker 1865. Antiblemma leucospila ingår i släktet Antiblemma och familjen nattflyn. Inga underarter finns listade i Catalogue of Life.